# بينينا أروسي
بينينيا أروسي جيروب (بالإنجليزية: Peninah Arusei Jerop)‏ هو عداء مسافات طويلة وماراثون كيني ولد في يوم 1 يناير 1979 في مقاطعة أوسين جيشو في كينيا، شارك في عدة ماراثونات عبر العالم، كما مثل بلده في دورة الألعاب الأولمبية الصيفية 2008 في بكين في الصين.

## روابط خارجية
- بينينا أروسي على موقع الاتحاد الدولي لألعاب القوى (الإنجليزية)
- بينينا أروسي على موقع أوليمبيديا (الإنجليزية)